# Don Johns
Don Johns, Donald Ernest Johns (St. George, Ontario, 1937. december 13. – Pointe-Claire, Québec, 2017. július 8.) kanadai jégkorongozó, hátvéd.

## Pályafutása
1956 és 1969 között volt aktív jégkorongozó. Az NHL-ben hat idényen át játszott három csapatban, összesen 153 alkalommal. 1960 és 1965 között négy idényt töltött el a New York Rangersnél, ahol 148 mérkőzésen szerepelt. Az 1965–66-os idényben a Montréal Canadiens játékosa volt és egyszer játszott a csapatban. Az 1967–68-as idényben a Minnesota North Stars tagjaként négy találkozón lépett a pályára.